# Mario Agnes
Mario Agnes (* 6. Dezember 1931 in Serino; † 9. Mai 2018 in Rom) war ein italienischer Historiker und Journalist.
Agnes war Dozent für die Geschichte des Christentums an den Universitäten Cassino und Rom. Von 1973 bis 1980 war er Präsident der Katholischen Aktion in Italien (Azione Cattolica Italiana).
Von September 1982 bis Oktober 2007 war er Direktor des L’Osservatore Romano.